# Wedge Tomb von Lisduff

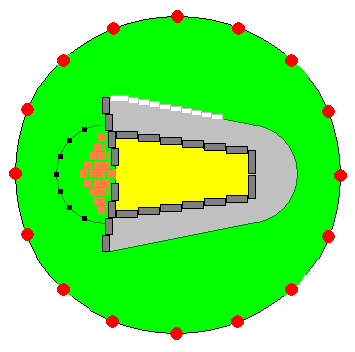
Prinzipskizze Wedge Tomb am Beispiel von Island

Das Wedge Tomb von Lisduff (irisch An Lios Dubh, deutsch „das schwarze Ringfort“) liegt östlich von Ballindine an der R328 im County Mayo, nahe der Grenze zum County Galway (dort mitunter auch fälschlich verortet) in Irland. Wedge Tombs (deutsch „Keilgräber“), früher auch „wedge-shaped gallery grave“ genannt, sind doppelwandige, ganglose, mehrheitlich ungegliederte Megalithanlagen der späten Jungsteinzeit und der frühen Bronzezeit Irlands.
Das sehr große nordost-südwest-orientierte Wedge Tomb besteht aus drei Kammern von fast 10,0 m Gesamtlänge, mit sieben Decksteinen, drei an der Rückseite in situ und Seitenwänden über die volle Länge der Kammern. Cairnmaterial und Erde füllt das Innere der Kammern, was es schwierig macht, die Aufteilung zu erkennen. Die Außenwand ist am deutlichsten auf der Ostseite sichtbar und ein großer Steinblock liegt vor dem Zugang. Die Struktur ist von einem etwa 6,0 m breiten und bis zu 1,3 m hohen Cairn umgeben. Die verlagerten Decksteine haben Abmessungen von 0,85 bis 1,75 m und sind zwischen 0,2 und 0,35 m dick.